# إنب-حج

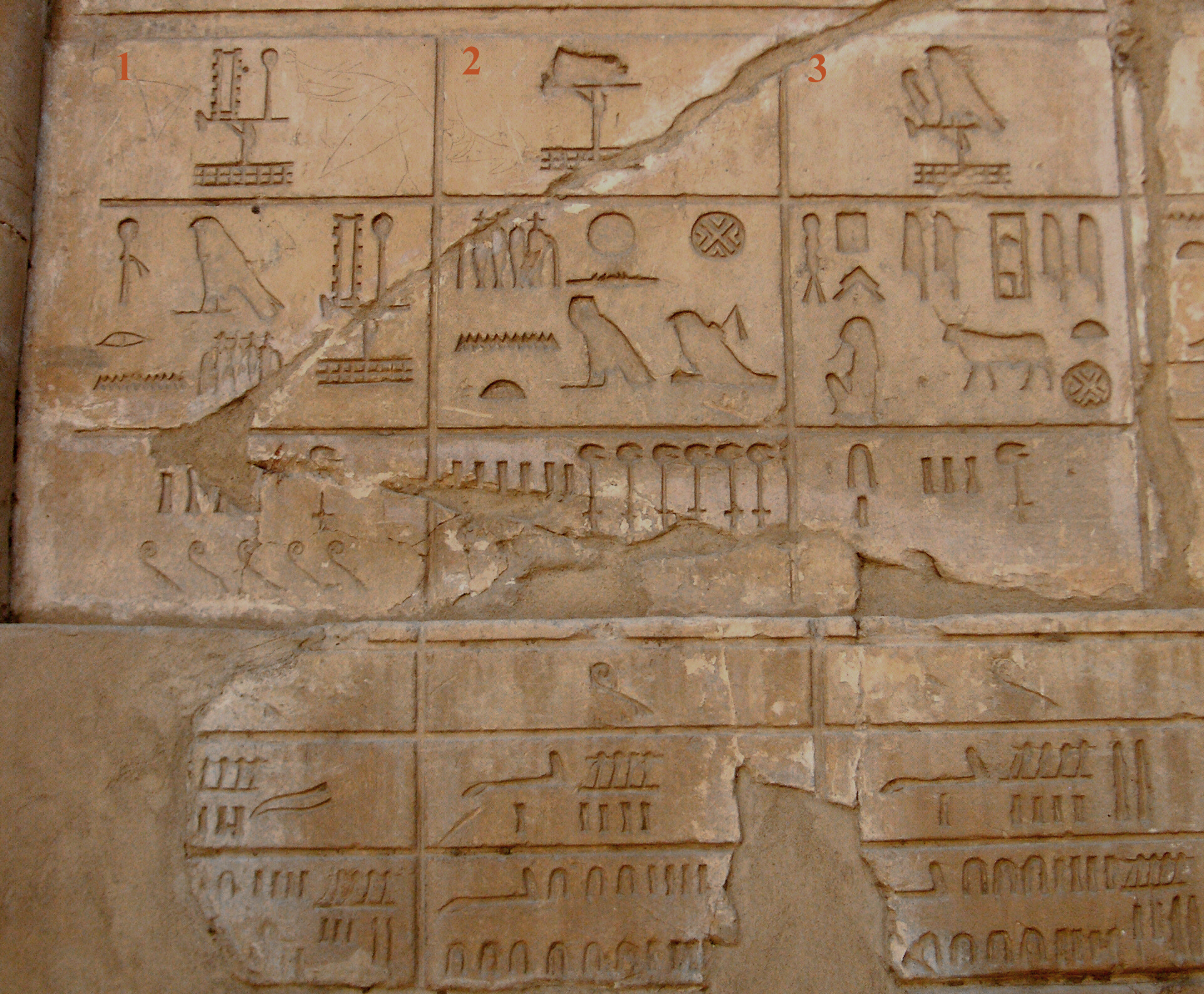
نقش صخري لإنب حج (المقاطعة 1) على جدان المعبد الأبيض في الكرنك

إنب حج كانت واحدة من 42 مقاطعة في مصر القديمة.      
| O36 · T3 · R12 · N24 |

| O36 · T3 · R12 · N24 |

## جغرافيا
أهم مدن المقاطعة ممفيس (جزء من ميت رحينة الحديثة) وسقارة.     

## التاريخ
كان الإله الرئيسي للمنطقة حورس. من بين الآلهة الرئيسية الأخرى أبيس ، حتحور ، إيزيس ، نفرتم ، بتاح ، سوكر وسخمت.     

## روابط خارجية
- عن مقاطعات مصر
- خريطة تفصيلية للمقاطعات
- الهيروغليفية للمقاطعات